# Daniel Nwoke
Daniel Chimezie Nwoke (Lagos, 16 giugno 1983) è un ex calciatore nigeriano, di ruolo attaccante.

## Carriera
In carriera ha giocato 7 partite di qualificazione alle coppe europee, di cui 5 per la Champions League e 2 per l'Europa League, tutte con il Tampere Utd.

## Palmarès

### Club
- Campionato finlandese: 1

Tampere United: 2007
- Coppa di Finlandia: 1

Tampere United: 2007
- Coppa di Malta: 1

Floriana: 2010-2011